# محمدو دیارا
محمدو دیارا (به انگلیسی: Mahamadou Diarra) (زاده ۱۸ می ۱۹۸۱ در باماکو) بازیکن فوتبال اهل مالی بود.

## باشگاه‌های حرفه‌ای
- ۱۹۹۸-۱۹۹۹ - اُ اف آی
- ۱۹۹۹-۲۰۰۲ - ویتس‌آرنهم
- ۲۰۰۲-۲۰۰۶ - المپیک لیون
- ۲۰۰۶-۲۰۱۱ - رئال مادرید
- ۲۰۱۱-۲۰۱۲ - موناکو
- ۲۰۱۴-۲۰۱۲ - فولام